# Yousri El Anbri
Yousri El Anbri (Ede, 10 maart 2006) is een Nederlandse voetballer die doorgaans speelt als centrale verdediger.

## Clubcarrière
El Anbri speelde eerst bij Blauw Geel '55 en Bennekom alvorens hij in 2018 de overstap maakte naar de jeugdopleiding van N.E.C.. In 2022 keerde hij terug naar Bennekom, waarna hij een jaar later opnieuw een kans kreeg bij een profclub. In 2023 sloot de verdediger aan bij het beloftenelftal van VVV-Venlo. Vanwege een aantal blessures bij verdedigers in het eerste elftal (Rick Ketting, Dylan Timber, Robin Lathouwers en Joep Kluskens) en een schorsing voor Roel Janssen werd de 18-jarige Edenaar op 18 oktober 2024 voor het eerst toegevoegd aan de wedstrijdselectie van het eerste elftal. In de thuiswedstrijd tegen FC Dordrecht (2-3) kwam El Anbri in de 63e minuut in het veld voor zijn eveneens debuterende ploeggenoot Tijn Joosten. Hierna wist de jonge verdediger een basisplaats te veroveren totdat begin februari een zware kruisbandblessure roet in het eten gooide. Al snel werd duidelijk dat hij geopereerd zou moeten worden, hetgeen einde seizoen voor hem betekende. Desondanks sprak VVV zijn vertrouwen in hem uit en beloonde de geblesseerde verdediger tijdens zijn revalidatie in juni 2025 met een eerste profcontract dat hem tot 1 juli 2027 aan de club verbond, met een optie voor een extra seizoen.

### Clubstatistieken
| 2024/25                            | VVV-Venlo | Eerste divisie | 11 | 0 | 1 | 0 | — | — | 12 | 0 |
| 2025/26                            | VVV-Venlo | Eerste divisie | 0  | 0 | 0 | 0 | — | — | 0  | 0 |
| Totaal                             | Totaal    | Totaal         | 11 | 0 | 1 | 0 | 0 | 0 | 12 | 0 |
| Bijgewerkt tot en met 13 juni 2025 |           |                |    |   |   |   |   |   |    |   |